# 712
712 كانت سنة كبيسة تبدأ يوم الجمعة حسب التقويم اليولياني.

## أحداث

### حسب المكان

#### آسيا
8 سبتمبر

## مواليد
- أبو جعفر المنصور الخليفة العباسي. (توفي 755 م).

## وفيات
- أنس بن مالك خادم النبي محمد.
- جابر بن زيد